# Německá demokratická republika na Zimních olympijských hrách 1968
Německá demokratická republika na Zimních olympijských hrách 1968 reprezentovala výprava 57 sportovců (45 mužů a 12 žen) v 9 sportech.

## Medailisté
| Medaile | Jméno                               | Sport              | Disciplína       |
| ------- | ----------------------------------- | ------------------ | ---------------- |
| Zlato   | Klaus-Michael Bonsack Thomas Köhler | Saně               | Muži dvojice     |
| Stříbro | Gabriele Seyfertová                 | Krasobruslení      | Ženy jednotlivci |
| Stříbro | Thomas Köhler                       | Saně               | Muži jednotlivci |
| Bronz   | Klaus-Michael Bonsack               | Saně               | Muži jednotlivci |
| Bronz   | Andreas Kunz                        | Severská kombinace | Muži jednotlivci |